# 賃金
賃金（ちんぎん、英: wage、英: salary）とは、労力を提供したものが、報酬として受け取るお金のことをいう。かつては賃銀という別表記もあった。

## 日本

### 賃金の定義

#### 労働基準法での定義
- 本項で労働基準法について以下では条数のみを挙げる。

所定貨幣賃金の代わりに支給されるもの（その支給により貨幣賃金の減額を伴うもの）、労働契約においてその支給があらかじめ明確に定められているものは「賃金」とみなされる。具体的には休業手当、通勤手当、スト妥結一時金、税金や社会保険料の補助は「賃金」に含まれる。特に税金など、必ず支払わなければならないものを使用者が補助又は立替払いすると、「賃金」とみなされる。
一方、代金を徴収するもの（その代金が甚だしく低額なものを除く）、労働者の厚生福利施設とみなされるものは「賃金」とみなさない。具体的には以下のものは「賃金」に含まれない。
- 恩恵的・任意的給付、すなわち、退職金[注釈 4]、結婚祝金、病気見舞金、死亡弔慰金、災害見舞金などは、賃金に含まれない。ただし、労働契約、就業規則、労働協約などであらかじめ支給条件が明確になっているものは、賃金とみなされる[5]。
- 福利厚生的給付・企業設備（現物給付）は、賃金に含まれない。すなわち、住宅の貸与[注釈 5]、食事の供与[6]、支給される制服や作業服[7]、作業用品[8]などの現物給付は福利厚生的給付であり、原則として賃金にはあたらない[9]。なお、労働者に対し、労働協約によらずして物又は利益が供与された場合において、それを「賃金」とみるか否かについては、実物給与に関する法の趣旨及び実情を考慮して慎重に判定する。支給されるものが労働者の自家消費を目的とせず明らかに転売による金銭の取得を目的とするもの、労働協約によってないが前例もしくは慣習としてその支給が期待されている貨幣賃金の代わりに支給されるものは「賃金」として取り扱う[10]。
- ストックオプションの付与は、「賃金」に当たらない。オプション保有者たる労働者が権利の行使について任意であるため、制度として実施するには就業規則に記載すべきとされる[11]。なお、所得税法上は、ストックオプションは給与所得にあたると解される[12]。
- 解雇予告手当は、賃金ではないが、解雇の申渡しと同時に通貨で直接支払わなければならない。
- 休業補償（法定超過額を含む）は、賃金に含まれない[13]。なお、休業手当（第26条）は法定超過額を含む全額が、賃金となる。
- 出張旅費、宿泊費は、賃金に含まれない。
- 生命保険料の補助、財産形成貯蓄奨励金の支給は、賃金に含まれない[14]。
- 顧客から受け取るチップ等は、賃金に含まれない[15]。ただし、使用者がサービス料として一定率を定めて客に請求し、収納したものを集計し労働者に分配する場合は賃金となる[16]。

#### 他法による定義
最低賃金法、賃金の支払の確保等に関する法律、労働契約法、勤労者財産形成促進法では労働基準法と同様の解釈となる。しかし、以下の法令では若干の相違点がある。
労働保険の保険料の徴収等に関する法律（労働保険徴収法）では「この法律で賃金とは、賃金、給料、手当、賞与その他名称のいかんを問わず、労働の対償として使用者が労働者に支払うすべてのもの（通貨以外のもので支払われるものであつて、厚生労働省令で定める範囲外のものを除く）をいう。」と定義されている（労働保険徴収法第2条2項）。
- 労働基準法による「賃金」との相違点としては、
  - 労働協約等によって支給条件の明確な見舞金、結婚祝い金等は賃金とはしない。
  - 住宅を貸与する場合に、住宅の貸与を受けない者に均衡上一定額の手当を支給している場合には、その均衡給与相当額は賃金となるが、社宅入居者から賃貸料として3分の1を超える額を徴収している場合は、福利厚生とみなされ、賃金とは認められない。
  - 通貨以外のもので支払われるものの範囲は、食事、被服及び住居の利益のほか、所轄公共職業安定所長・所轄労働基準監督署長が定める。評価に関する事項は厚生労働大臣が定める。

健康保険法では、「この法律において「報酬」とは、賃金、給料、俸給、手当、賞与その他いかなる名称であるかを問わず、労働者が、労働の対償として受けるすべてのものをいう。ただし、臨時に受けるもの及び3月を超える期間ごとに受けるものは、この限りでない。」と定義されている（健康保険法3条5項）。また、「この法律において「賞与」とは、賃金、給料、俸給、手当、賞与その他いかなる名称であるかを問わず、労働者が、労働の対償として受けるすべてのもののうち、3月を超える期間ごとに受けるものをいう。」とも定義されている（健康保険法第3条6項）。 
- 労働基準法による「賃金」との相違点としては、
  - 被保険者の在職時に、退職金相当額の全部または一部を給与に上乗せする等前払いされる場合は、報酬に該当する。
  - 臨時に支払われたもの、3月を超える期間ごとに受けるもの（賞与等）は、報酬に含まない。ただし、年4回以上の賞与等は、報酬に含める。
  - 報酬又は賞与の全部又は一部が、通貨以外のものによって支払われる場合においては、その価額は、その地方の時価によって、厚生労働大臣が定める。

### 賃金の決定

労働条件通知書

賃金の決定は、個別の労働契約により決定されるものである。公共職業安定所の求人票に記載された賃金額は、その後に個別の労働契約を締結しなければ、労働基準法上の支払い義務のある賃金額とはならない。
賃金制度の体系・内容は、労働組合のある企業では労使の交渉によって合意されたうえ、労働協約・就業規則の賃金規定に定められ、また毎年の賃上げや賞与の額も労使交渉によって決せられる。この場合、使用者は労働組合との誠実な団体交渉に応じる義務がある（労働組合法第7条）。労働組合のない企業では、使用者が賃金制度の内容を就業規則に定め、賃上げ・賞与の額は市場の動向に応じて使用者が決定する。いずれの場合においても、賃金の計算方法等賃金制度の内容は使用者が就業規則に記載しなければならない（第89条）。
賃金を含め、労働条件は、労働者と使用者が、対等の立場において決定すべきものである（第2条1項）。使用者は、労働者の国籍、信条又は社会的身分を理由として、賃金、労働時間その他の労働条件について、差別的取扱をしてはならず（第3条）、使用者は、労働者が女性であることを理由として、賃金について、男性と差別的取扱いをしてはならない（第4条）。事業主は、通常の労働者と同視すべき短時間労働者については、賃金その他の待遇について、短時間労働者であることを理由として通常の労働者との間で差別的取扱いをしてはならず、「通常の労働者と同視すべき短時間労働者」に該当しない短時間労働者についても通常の労働者との均衡を考慮しつつ、その雇用する短時間労働者の職務の内容、職務の成果、意欲、能力又は経験等を勘案し、その賃金を決定するように努めるものとする（パートタイム労働法第9条、第10条）。
また、使用者は、最低賃金の適用を受ける労働者に対し、その最低賃金額以上の賃金を支払わなければならず、最低賃金の適用を受ける労働者と使用者との間の労働契約で最低賃金額に達しない賃金を定めるものは、その部分については無効となる。この場合において、無効となった部分は、最低賃金と同様の定めをしたものとみなされる（第28条、最低賃金法第4条）。
なお株式会社において取締役の「報酬」は定款の定めがない限り株主総会の決議に基づくことを要するが（会社法第361条）、取締役が使用人を兼務している場合、使用人として受ける賃金はこの報酬に含まれない旨を定めることも適法である（シチズン時計事件、最判昭60.3.26）。
厚生労働省「平成28年賃金引上げ等の実態に関する調査結果の概要」によれば、平成28年中に賃金の引き上げを実施しまたは予定していて額も決定している企業について、賃金の改定の決定に当たり最も重視した要素を見ると、「企業の業績」が51.4%（前年同調査では52.6%）と最も多く、「重視した要素はない」を除くと、「労働力の確保・定着」が11.0%（同6.8%）、次いで「親会社又は関連（グループ）会社の改定の動向」が5.9%（同5.4%）となっている。また、厚生労働省「平成29年賃金構造基本統計調査」によれば、一般労働者の賃金は、男女計304.3千円（年齢42.5歳、勤続12.1年）、男性335.5千円（年齢43.3歳、勤続13.5年）、女性246.1千円（年齢41.1歳、勤続9.4年）となっている。賃金を前年と比べると、男女計及び男性では0.1％増加、女性では0.6％増加となっている。女性の賃金は過去最高となっており、男女間賃金格差（男性＝100）は、比較可能な昭和51年調査以降で過去最小の73.4となっている。

### 賃金支払五原則
賃金の支払いについて、第24条1項は「通貨払いの原則」「直接払いの原則」「全額払いの原則」、第24項2項では「毎月一回以上の原則」「一定期日払いの原則」を定める。これらは「賃金支払五原則」と呼ばれる。

#### 通貨払いの原則
使用者は労働者に対して原則として通貨で賃金を支払わなければならない。これは現物給与の禁止が本旨である（昭和22年12月9日基発452号）。労使協定で定めたとしても、賃金を通貨以外のもので支払うことはできない。
使用者は、賃金の支払について次の方法によることができ、通貨払いの原則については例外がある。
1. 法令若しくは労働協約に別段の定めがある場合（第24条1項但書）
  - 現在法令による定めはないので、現物給与を支払うには労働協約に定めることが必要になる。それが許されるのは、協約の適用を受ける労働者に限られる。
2. 労働者の同意を得た場合において、賃金について確実な支払の方法による場合（施行規則第7条の2各項）。2023年4月の改正法施行により、所定の要件を満たした電子マネー等による賃金支払いが可能になった（賃金のデジタル払い[18]）
  - 労働者が指定する銀行その他の金融機関に対する労働者の預貯金への振込みによる方法（第1項第1号）
  - 労働者が指定する金融商品取引業者に対する労働者の預り金への払込みによる方法（第1項第2号）
  - 労働者が指定する指定資金移動業者に対する労働者の預り金への払込みによる方法（第1項第3号）
  - 銀行その他の金融機関によって振り出された当該銀行その他の金融機関を支払人とする小切手の交付による方法（第2項第1号）※退職手当に限る
  - 銀行その他の金融機関が支払保証をした小切手の交付による方法（第2項第2号）※退職手当に限る
  - 郵政民営化法に規定するゆうちょ銀行がその行う為替取引に関し負担する債務に係る権利を表章する証書を交付する方法（第2項第3号）※退職手当に限る

「労働者の同意」については、労働者の意思に基づくものである限りその形式は問わないが（通達上は書面による同意までは求めておらず、口頭でもよい。昭和63年1月1日基発1号）、労使協定の定めにより包括的に行うことはできない。
「労働者が指定する」とは賃金の振込先について銀行その他の金融機関に対する当該労働者本人名義の預貯金口座を指定するとの意味であり、この指定が行われれば「労働者の同意」が特段の事情がない限り得られているものとする（昭和63年1月1日基発1号）。さらに使用者として実際に賃金の振込みをするにあたっては、以下の要件を満たすことが必要となる（令和4年11月28日基発1128第3号）。 
1. 口座振込等は、書面又は電磁的記録による個々の労働者の申出又は同意により開始し、その書面には以下の事項を記載すること。
  - 口座振込等を希望する賃金の範囲及びその金額
  - 労働者が指定する金融機関店舗名並びに預金又は貯金の種類及び口座番号、労働者が指定する証券会社店舗名及び証券総合口座の口座番号、又は労働者が指定する指定資金移動業者名、資金移動サービスの名称、指定資金移動業者口座の口座番号（アカウントID）及び名義人（その他、指定資金移動業者口座を特定するために必要な情報があればその事項（例：労働者の電話番号等））
  - 開始希望時期
  - 代替口座として指定する金融機関店舗名、預金若しくは貯金の種類及び口座番号又は代替口座として指定する証券会社店舗名及び証券総合口座の口座番号
2. 口座振込等を行う事業場の労働者の過半数で組織する労働組合（労働組合がない場合は労働者の過半数を代表する者）と、以下の事項を記載した書面による協定を締結すること。
  - 口座振込等の対象となる労働者の範囲
  - 口座振込等の対象となる賃金の範囲及びその金額
  - 取扱金融機関、取扱証券会社及び取扱指定資金移動業者の範囲
  - 口座振込等の実施開始時期
3. 使用者は、口座振込等の対象となっている個々の労働者に対し、所定の賃金支払日に、次に掲げる金額等を記載した賃金の支払いに関する計算書（給与明細書）を交付すること。
  - 基本給、手当その他賃金の種類ごとにその金額
  - 源泉徴収税、労働者が負担すべき社会保険料額等賃金から控除した金額がある場合には、その事項ごとにその金額
  - 口座振込み等を行った金額
4. 口座振込等がなされた賃金は、所定の賃金支払日の午前10時ごろまでに払い出し又は払い戻しが可能となっていること。ただし、指定資金移動業者口座への資金移動による場合には、所定の賃金支払日の午前10時頃までに為替取引としての利用(労働者の預貯金口座への出金指図、店舗等における代金支払への充当、第三者への送金指図等)が行い得る状態となっていること及び所定の賃金支払日のうちに賃金の全額が払い出し得る状態となっていることを要すること。
5. 取扱金融機関、取扱証券会社及び取扱指定資金移動業者は、金融機関、証券会社又は指定資金移動業者の所在状況等からして1行、1社に限定せず複数とする等労働者の便宜に十分配慮して定めること。ただし、指定資金移動業者口座への賃金の資金移動を行おうとする場合には、預貯金口座への賃金の振込み又は証券総合口座への賃金の払込みを選択できるようにすること。
6. 使用者は、証券総合口座への賃金払込みを行おうとする場合には、当該証券総合口座への賃金払込みを求める労働者、又は証券総合口座を取り扱う証券会社から信託約款及び投資約款の写しを得て、当該証券会社の口座がMRFにより運用される証券総合口座であることを確認の上、払込みを行うものとすること。また、使用者が労働者等から得た当該信託約款及び投資約款の写しについては、当該払込みの継続する期間中保管すること。
7. 使用者は、指定資金移動業者口座への賃金の資金移動を行おうとする場合には、労働者が指定する口座が賃金支払口座として認められている口座であることを厚生労働省が公表する指定資金移動業者一覧を確認の上、資金移動を行うものとすること。また、労働者が預貯金口座への賃金の振込み又は証券総合口座への賃金の払込みを選択することができるようにするとともに、当該労働者に対し、別紙の同意書の様式例を用いる等により、次に掲げる必要な事項を説明した上で、労働者の同意を得ること。
  - 資金移動業者は、預金若しくは貯金又は定期積金等（銀行法第2条第4項に規定する定期積金等をいう。）を受け入れていないこと。併せて、資金決済に関する法律等における滞留規制を踏まえ、指定資金移動業者口座への資金移動を希望する賃金の範囲及びその金額は、各労働者において、その利用実績や利用見込みを踏まえ、為替取引に用いられる範囲内に設定する必要があること。また、希望額等の設定に当たっては、指定資金移動業者が設定している口座残高上限額（100万円以下）及び指定資金移動業者が1日当たりの払出上限額を設定している場合には当該額以下に設定する必要があること。
  - 指定資金移動業者の破綻時には、指定資金移動業者と保証委託契約等を結んだ保証機関により、労働者と保証機関の保証契約等に基づき、労働者に口座残高の弁済が行われること。
  - 労働者の意思に反して権限を有しない者の指図が行われる等により指定資金移動業者口座の資金が不正に出金等された際に、労働者に過失がない場合には損失額全額が補償されること。また、労働者に過失がある場合には個別対応を妨げるものではないが、損失を一律に補償しないといった取扱いとはされないこと。なお、労働者の親族等による払戻の場合、労働者が資金移動業者に対して虚偽の説明を行った場合等においては、この限りではないこと。損失発生日から一定の期間内に労働者から指定資金移動業者に通知することを要件としている場合には、当該期間は少なくとも損失発生日から30日以上は確保されていること。
  - 払出(現金化)の手段については、各指定資金移動業者により異なるものの、現金自動支払機又は現金自動預払機の利用や預貯金口座への出金等の通貨による受取が可能となる手段を通じて、少なくとも毎月1回は労働者に手数料負担が生じることなく資金移動業者の口座から払出ができること。
  - 口座残高については、口座に係る資金移動が最後にあった日から少なくとも10年間は債務が履行できるようにされていること。
なお、労働者への説明については、使用者から指定資金移動業者に委託することも認められるものの、労働者の同意については、使用者が得る必要があること。
8. 指定資金移動業者が、指定を取り消された場合、指定を辞退しようとする場合、資金決済法第61条第1項の規定による廃止又は破産手続開始の申立等の届出を行った場合に、当該指定資金移動業者口座に賃金支払を行っていた使用者は、当該賃金支払に係る労働者に速やかに賃金支払の別の方法を確認の上、使用者が既に当該指定資金移動業者口座への送金指図を行っている等の特段の事情がない限り、以降の賃金支払を労働者が指定する別の方法によって行う必要があること。

#### 直接払いの原則
使用者は労働者に対して原則として直接賃金を支払わなければならない。これは中間搾取の排除が本旨である。
労働者本人以外の者に賃金を支払うことを禁止するものであるから、労働者の親権者その他の法定代理人に支払うこと、労働者の委任を受けた任意代理人に支払うことは、いずれも第24条違反となる。労働者が第三者に賃金債権受領権限を与える委任・代理等の法律行為は無効となる（昭和63年3月14日基発第150号）。労働者が未成年者であっても、独立して賃金を請求することができ、親権者又は後見人は、未成年者の賃金を代って受け取ってはならない（第59条）。労働者が賃金債権を譲渡（民法第466条）した場合でも、譲受人に支払うことは許されない（小倉電話局事件、最判昭43.3.12）。
直接払いの原則には次のような例外がある。
- 労働者の使者に対して支払う場合（昭和63年3月14日基発第150号。これは、使者に払っても法律違反に問わないという程度のもので、使者に支払わないことが法律違反になるということではない）。
- 賃金が労働者の指定する金融機関に対する労働者の預貯金・預り金へ振り込み又は払い込まれる場合（会社が一方的に振込先金融機関を指定することは第24条違反となる）。
- 派遣中の労働者について、派遣元の使用者からの賃金を派遣先の使用者が労働者本人に対して手渡すことだけであれば、第24条違反とはしない（昭和61年6月6日基発333号）。

#### 全額払いの原則
使用者は労働者に対して原則として全額賃金を支払わなければならない。
遅刻、早退、欠勤等の時間の端数処理として5分の遅刻を30分の遅刻として賃金をカットするというような処理は、労働の提供のなかった限度を越えるカット（25分についてのカット）について、賃金の全額払いの原則に反し、違法である。なお、このような取扱いを就業規則に定める減給の制裁として、第91条の制限内で行う場合には、全額払いの原則には反しないものである（昭和63年3月14日基発第150号）。
割増賃金の計算における端数処理として、以下の方法は常に労働者の不利となるものではなく、事務簡便を目的としたものと認められるから、第24条、第37条違反とはしない（昭和63年3月14日基発第150号）。
- 1か月における時間外労働、休日労働及び深夜業の各々の時間数の合計に1時間未満の端数が生じた場合に、30分未満の端数を切り捨て、それ以上を1時間に切り上げること。
- 1時間当たりの賃金額及び割増賃金額の1円未満の端数を四捨五入すること。
- 1か月における時間外労働、休日労働及び深夜業の各々の割増賃金の総額の1円未満の端数を四捨五入すること。

1か月の賃金支払額における端数処理として、以下の方法は賃金支払の便宜上の取り扱いと認められるから、第24条違反として取り扱わない。なおこれらの方法をとる場合には就業規則の定めに基づいて行う（昭和63年3月14日基発第150号）。
- 1か月の賃金支払額（賃金の一部を控除して支払う場合には控除した額）の100円未満の端数を四捨五入すること。
- 1か月の賃金支払額（賃金の一部を控除して支払う場合には控除した額）の1000円未満の端数を翌月の賃金支払日に繰り越して支払うこと。

全額払いの原則には次のような例外があり、以下の場合には賃金の一部を控除して支払うことができる
- 法令に別段の定めがある場合（第24条1項但書前段）
  - 税の源泉徴収、社会保険料の源泉控除等がある。
- 労使協定がある場合（第24条1項但書後段）
  - これは購買代金、社宅、寮その他の福利厚生施設の費用、労務用物資の代金、組合費（チェック・オフ）等、事理明白なものについてのみ、労使協定によって賃金から控除することを認める趣旨である。協定書の様式は任意であるが、少くとも、「控除の対象となる具体的な項目」「各項目別に定める、控除を行う賃金支払日」を記載すること（昭和27年9月20日基発675号）。実際に賃金から控除するには就業規則、労働協約等でその旨を定める必要がある。なお、当該協定を行政官庁（所轄労働基準監督署長）に届出る必要はない。
  - 「控除」には相殺を含み、労使間合意により使用者が労働者に対して有する債権と労働者の賃金債権とを相殺することは、それが労働者の完全な自由意思によるものである限り、全額払の原則に違反しない（日新製鋼事件、最判平2.11.26）。過払い賃金との相殺は、過払のあった時期と賃金の清算調整の実を失わない程度に合理的に接着した時期においてされ、かつ、あらかじめ労働者に予告されるとかその額が多額にわたらない等労働者の生活の安定を脅かさない限り有効である（福島県教組事件、最判昭44.12.18）[注釈 8]。
  - 控除される額が賃金の一部である限り、控除額についての限度はないが、民事上は一賃金支払期の賃金額の4分の3に相当する部分については、使用者側から相殺することはできない（民法第510条、民事執行法第152条、昭和29年12月23日基収6185号、昭和63年3月14日基発第150号）。

会社が振込先金融機関への振込手数料を一方的に差し引いて支払うことは、全額払いをしたことにならず、第24条違反になる。ただし、労働者側から現金払いでなく金融機関への振り込みを希望した場合に、労働者が振込手数料を引いても振込にしてほしいということであれば、振込手数料を引いて支払うことに問題はない。この場合は、賃金控除協定が必要とはなる（賃金控除協定がなく振込手数料を引いて支払った場合には、賃金控除協定がないという第24条違反になり、賃金未払いの24条違反とはならない）。
労働者が退職に際し、自らの自由な意思に基づいて賃金債権を放棄することは、全額払いの原則をもってしても否定できず、有効である（シンガー・ソーイング・メシーン事件、最判昭48．1.19）。
欠勤控除は労働基準法に規定されていない。実際には、ノーワーク・ノーペイの原則に基づき労働者が働かなかった分は企業は賃金を支払う義務がないので、賃金規程等でその基準を明確に定めてから運用が行われる。

##### 労働組合活動と賃金
労働者がストライキ、サボタージュ等の争議行為の結果、契約の本旨に従った労務の提供をなさざる場合においては、使用者は労働の提供が無かった限度において賃金を支払わなくても第24条違反とはならない（昭和23年7月3日基収1894号）。一部労働者の争議行為があったとしても、当該争議行為により全然影響を受けない作業に従事する労働者の賃金を一律に差し引くことは第24条違反である（昭和24年5月10日基発523号）。
労働組合の業務に専従している者は、その期間中は労務の提供がないので賃金請求権を有しない。またこの場合に使用者が賃金を支払うことは労働組合に対する支配介入に当たり、不当労働行為とされる（労働組合法7条）。労働条件の不利益変更が問題となる余地もない。
労働者の一部によるストライキが原因でストライキ不参加労働者の労働義務の履行が不能となった場合でも、当該不参加労働者は賃金請求権を失う（ノースウェスト航空事件、最判昭62.7.17）。通常、ストライキは団体交渉決裂の結果行われるので、当該ストライキは「債権者の責めに帰すべき事由」（民法536条2項）には当たらない。もっとも、不参加者の所属する組合とは異なる組合が行ったストライキでは、会社側に起因する経営、管理上の障害によって就労できなかったと評価することが可能であり、不参加者には休業手当を請求することが認められうる。
一方、労働組合の争議に対する使用者の対抗手段としてのロックアウトによって使用者が賃金支払義務を免れるためには、諸事情を勘案してロックアウトが衡平の見地から労働者の争議行為に対する対抗手段として相当であると認められることが必要となる（丸島水門製作所事件、最判昭50.4.25）。

#### 毎月一回以上・一定期日払いの原則
使用者は労働者に対して原則として毎月一回以上･一定期日に賃金を支払わなければならない。ただし、臨時に支払われる賃金、賞与その他これに準ずるもので厚生労働省令で定める賃金については、この限りでない。
「その他これに準ずるもので厚生労働省令で定める賃金」に含まれるものは、以下の通りである（施行規則第8条）。
- 1か月を超える期間の出勤成績によって支給される精勤手当
- 1か月を超える一定期間の継続勤務に対して支給される勤続手当
- 1か月を超える期間にわたる事由によって算定される奨励加給又は能率手当

たとえ年俸制であっても、この原則は適用されるため、年俸総額を12回（または賞与も含めて13回～14回）以上に分割して支払うことになる。
新給与体系決定後に過去に遡及して賃金を支払うことを取り決める場合に、その支払い対象を在職者のみとするか、もしくは退職者を含めるかは当事者の自由であるから、新給与体系決定前に退職した者に遡及分を支給しないと取り決めても違法ではない（昭和23年12月4日基収4092号）。
月給制の場合において、賃金の支払い日を「毎月第○金曜日」というような指定の仕方をすることは、日付の変動する範囲が大きいため一定期日を定めたことにならないとされている。「一定期日払いが末日になること」に関しては、「毎月最終日と決まっているので一定期日と考えられる」という立場と「毎月最終日が28日から31日の間で一定しておらず、一定期日とは言い難い」という立場があるが、実務上、末日払いと定めても労働基準監督署から指導を受けることはない。所定の支払日が休日に当たる場合には、就業規則に規定することで、その前日に払うこととしても翌日に払うこととしてもよい（賃金の支払いについても当然に民法第142条が適用される）。ただし給与を末日支払いとしている場合は支払日を翌日に繰り下げると「毎月一回以上払い」の原則に抵触するとみなされるため繰り上げしか認められない。

##### 締め日と支払日
月給制において1か月の中での労働時間の過不足（時間外労働・休日労働、遅刻・早退・欠勤、年次有給休暇、特別休暇等）をどう管理するか（いわゆる「勤怠管理」）問題となる。多くの企業の就業規則では毎月の一定の日を「締め日」とし、前回の締め日の翌日から今回の締め日までの過不足を算定し、締め日から一定の日数後に賃金を支払うよう規定している。もっとも「締め日」「支払日」および「締め日～支払日の日数」は各会社ごとに大きく異なる。実際に働いた分の賃金（既往の労働に対する賃金）を受け取ることができるようになるのが1か月以上後になることもある。
4月1日～4月30日の1か月分を例にすると、支払日は以下のようになる。
- 月末締めで、翌月末払いの場合
  - 5月末（5月31日）に支払われる。
- 月末締めで、翌々月末払いの場合
  - 6月末（6月30日）に支払われることになるが、4月1日～6月30日までの3か月間は実質無収入の状態になることになり、毎月1回払いの原則から違法とされる。
- 毎月15日締めで、当月末払いの場合
  - 4月1日～4月15日までの半月分（約10日分）が4月30日に支払われ、4月16日～4月30日までの半月分は翌月末（4月16日から5月15日までの1か月分をまとめて）支払われる。

### 非常時払い
「非常の場合」にあたるのは、労働者またはその収入によって生計を維持するものが出産、疾病、災害、結婚、死亡、やむをえない事由による1週間以上の帰郷に該当する場合である（施行規則第9条）。最低限の生活費（家賃、食費、水道光熱費、通信費など）は、「非常の場合の費用」に含まれない。賃金の支払時期については定めがないが、非常時払ということの性質上、当然に、遅滞なく支払わなければならないと解される。第25条は不時の出費を必要とするような事態が起きた場合に、例外的に「既往の労働」に対して賃金の繰上支払いを使用者に義務付けているものであり、いまだ労務の提供のない期間に対する賃金の「前借り」を認める趣旨ではない。もちろん第25条における賃金の支払いについても、通貨払いの原則、直接払いの原則、全額払いの原則は適用される。

### 出来高払制の保障給
第27条は固定給の無い「完全出来高払制」を禁止している。第27条は、労働者の責にもとづかない事由によって、実収賃金が低下することを防ぐ主旨であるから、労働者に対し、常に通常の実収賃金を余りへだたらない程度の収入が保障されるように保障給の額を定めるようにしなければならない。第27条の趣旨は全額請負給に対しての保障給のみならず一部請負給についても基本給を別として、その請負給について保障すべきものであるが、賃金構成からみて固定給の部分が賃金総額中の大半（おおむね60%以上）を占めている場合には、第27条でいう「請負制で使用する」に該当しない（昭和22年9月13日発基17号、昭和63年3月14日基発150号）。労働者が労働しない場合（使用者の責に帰すべき事由によらない休業の場合）には、出来高払制と否とを問わず第27条の保障給を支払う義務はない（昭和23年11月11日基発1639号）。

### 賃金の確保
賃金収入は、労働者の生活の根幹を成すものであり、労働者は賃金が得られなれば生活を営むことができない。ゆえに賃金には一般の債権より優先される先取特権がある（民法第306条、民法第308条。破産時には財団債権となる）。したがって労働者は使用者の全財産に対して担保権を実行することができるが、税金や社会保険料よりは劣後する（国税徴収法第8条、地方税法第14条）。実務上は、残業代等の未払い等かなり明確な証拠が無い限り、一般先取特権の担保権執行が認められることは難しく、実際には、先取特権を用いて賃金の回収ができる場合は限定されている。
「資金繰りに苦慮している」「取引先への支払いを優先させる」などの理由であっても、労働者への賃金の支払いを滞らせる行為は許されない。また、如何なる理由があろうとも、賃金の支払い遅延は遅延損害金請求の対象となる（賃金の支払い遅延による損害金を参照）。

#### 賃金の減額
賃金の減額には明確な基準が要求され、「使用者が、個々の労働者の同意を得ることなく賃金減額を実施した場合において、当該減額が就業規則上の賃金減額規定に基づくものと主張する場合、賃金請求権が、労働者にとって最も重要な労働契約上の権利であることに鑑みれば、当該賃金減額規定が、減額事由、減額方法、減額幅等の点において、基準としての一定の明確性を有するものでなければ、そもそも個別の賃金減額の根拠たり得ないものと解するのが相当である。」とされる。

#### 賃金の未払い
第24条~第27条の規定に違反した者は、30万円以下の罰金に処せられる（第120条）。労働法上は賃金の未払いがあれば労働基準監督署がその支払をするよう指導できるが、企業に支払能力がなければそれ以上の強制は困難となる。
企業（個人企業含む）が倒産した場合、未払いとなっている賃金の一部については、一定の要件を満たした場合には、労災保険による社会復帰促進等事業の一つとして行われる未払賃金の立替払事業によって、独立行政法人労働者健康福祉機構に支払を請求することができる（詳しくは、未払賃金の立替払事業を参照）。

##### 賃金の未払いとなる特殊な例
労働者が年次有給休暇の時季指定をした労働日について、これを欠勤とみなし当日分の賃金（各種手当含む）を支払わないことは、労働者に対する不利益取扱いにあたり（昭和63年1月1日基発1号）、賃金の未払いとなる。ただし、これに伴う皆勤手当の不支給については、労働者の受ける不利益がごく少ない範囲である場合は年次有給休暇を取得する権利を阻害せず有効であると判断されている（沼津交通事件、最判平5.6.25）。また、年次有給休暇取得日の通勤手当など実費弁償的な手当の不支給については、有効とされている。
サービス残業は、割増賃金（第37条）を支払わない残業であるから、その分においては賃金の未払いとなる。

#### 賃金の支払い遅延による損害金
賃金の支払いが遅延（未払い）した場合、労働者は使用者に対し、本来支払われるべき日の翌日から遅延している期間の利息に相当する遅延損害金を請求することができる。遅延損害金は、営利企業の場合は商事法定利率の年利6%（商法514条）、財団法人や学校法人など営利企業以外の場合は年利5%（民法419条、404条）となる。
労働者が既に退職している場合、支払期日までに支払われていない分の賃金（退職金は含まれない）については、賃金の支払の確保等に関する法律（賃確法）6条を根拠に年利14.6％の遅延損害金を使用者に対して請求することができる。

#### 賃金の未払いによる退職
所定の額を上回る賃金の未払いがあったために労働者が離職した場合、離職者は雇用保険における基本手当の受給において「特定受給資格者」（倒産・解雇等により離職した者）として扱われ、一般の受給権者よりも所定給付日数が多くなる（雇用保険法第23条）。具体的には以下の例による離職である（雇用保険法施行規則第36条3号・4号イ・4号ロ）。また、賃金が最低賃金法の規定による最低賃金額未満であることを理由に退職した場合もこの基準に含まれる。
- 賃金（退職手当を除く）の額を3で除して得た額を上回る額が支払期日までに支払われなかったこと。
- 予期し得ず、離職の日の属する月以後6月のうちいずれかの月に支払われる賃金（臨時に支払われる賃金を除く）の額が当該月の前6月のうちいずれかの月の賃金の額の85%を下回ると見込まれることとなったこと。
- 予期し得ず、離職の日の属する月の6月前から離職した日の属する月までのいずれかの月の賃金（臨時に支払われる賃金を除く）の額が当該月の前6月のうちいずれかの月の賃金の額の85%を下回ったこと。

### 賃金の支払い場所
労働基準法では賃金の支払い場所についての規定はなく、民法の一般原則に従い持参債務になり（民法第484条）、賃金の債務者となる使用者は労働者の自宅において支払いを行わなければならない。就業規則や労働契約等に支払い場所の定めがあれば、その定めが民法第484条に優先することとなるのでその定めに従い、定めがなくとも、労使間において賃金支払場所に関する確立した慣習があれば、その慣習が当事者間の約定として機能することになる（「事実たる慣習」、民法第92条）。

### 賃金形態
賃金形態（賃金の算出・支払いの方法）は大きく定額制と出来高払制に分けられる。
定額制（労働時間を単位とする）
- 時給制 - 時間単位の賃金で、最低賃金を定める基準になる。日本では短時間雇用者の多くはこの方法である。
- 日給制 - 一日単位の賃金。日払いや週払い、一月分をまとめて支払う。特に一月分をまとめて支払うものを日給月給制と呼ぶ場合もある。
- 日給月給制 - 一日単位の賃金を一月分まとめて一定時期に支払うもの。この呼び名は、地域によって解釈が異なる場合もあり注意が必要である。
- 週給制 - 週単位の賃金を定め、一定時期に支給するもの。又は、時間単位の賃金、又は一日単位の賃金を一週間分まとめて一定時期に支払うもの。アメリカの工場労働者に見られる方法である。
- 月給制 - 月単位の賃金を定め、一定時期に支給するもの。日本の多くの企業において正社員の多くはこの方法である。
- 完全月給制 - 月単位の賃金を定め、一定時期に支給するもので、欠勤控除を行わないもの。１か月すべて欠勤しても、１か月の月額の全額を払うことになるので、現実にはあまり存在しない。理論上の概念である。
- 年俸制 - 一年間の賃金額を設定するもの。毎月一回払いの原則から、12回（または賞与も含めて13回～14回）以上に分割して支払われる。日本では従来、プロ野球選手等年功賃金になじまない特別な雇用形態下での特殊な制度だったが、近年大企業の正社員を中心に業績重視の賃金制度へ転換する試みの一つとして導入が進んでいる。

出来高払制（出来高を単位とする）

#### 支払い方法
日払い
- 労働日ごとに支払うもので、短期的な労働（日雇い労働など）で用いられる。早ければ労働日の終業時刻後ないし翌営業日に支払われるが、金融機関の休業日である土・日・祝日および年末年始には支払われない場合が多い。

週払い
- 一週間単位で支払われるもので、日払いと同じく短期的な労働で用いられる。

月払い
- 毎月一定期毎に支払われるもので、比較的長期的な労働で用いられる。なお、年俸制の場合でも毎月一回払いの原則から、12回以上に分割して少なくとも毎月1回以上支払われる。

などがある。

### 賃金体系
賃金は労働者の労働の対価であるが、賃金体系（各労働者の賃金に関する基本給や各種諸手当の構成）については、雇用する会社や労働内容によって大幅に異なる。一般には以下のように類型化されることが多い。
- 所定内賃金-所定内労働に対する賃金
  - 基本給
    - 仕事給（職務給、職能給、職種給、業績給、成果給）
    - 属人給（年齢給、勤続給、学歴給、資格給、扶養給など）
    - 総合給

  - 各種諸手当
    - 仕事手当（役職手当、技能手当、交替手当）
    - 生活手当（家族手当、住宅手当、通勤手当）
- 所定外賃金-所定外労働に対する賃金
  - 時間外手当、休日手当、深夜手当、宿日直手当

#### 職種別賃金
いわゆる職務給。企業の枠を超えて職種ごとに設定された労働市場で横断的な賃金である。営業や研究などといった職種ごとに、賃金体系が異なる形態。そのため、人事考課で「一律な基準では職種ごとの特性を反映することができない」といった不満を解消したり、競争力の高い職種の賃金を上げたりすることによって優秀な人材を確保することができる。米国や欧州などでは一般的な制度で、日本でも花王や富士電機などが導入している。

### 公務員の賃金
公務員の場合、職種やその身分によって「級」「号」が設定されている。なお、公務員の場合は賃金（給料）については、必ず法律・条例に基づいて支給される。
教育職の場合、1級は臨時職員（常勤）・実習助手、2級は教諭、3級は教頭、4級は校長といったように分類され、各級の中で複数の号が設定されている。同じ「級」でも「号」が高いほど金額が高くなる。級が上がれば昇級となる。
また給与には、職種ごとに手当が加算される。
経済学者の大竹文雄は「公的部門の賃金は、集権的に決められていることが多いため、市場実態から乖離した高い賃金が支払われていることがしばしば問題とされる（例：公営バスの運転手）。そのような場合賃金が引き下げられるのは当然であるが一方で、公的部門の賃金が過小であるため、公的サービスの低下というコストを支払っている可能性もある。警察官・教師などの賃金が相対的に低くなると、代替的に仕事がある都市部では、警察官・教師などの質が低下した結果、治安の悪化・教育の質の低下につながる」と指摘している。

### 賃金に関する統計
主要な統計には以下のものがある。
- 総務省『家計調査』…一定の統計上の抽出方法に基づき選定された全国約9,000世帯の方々を対象として，家計の収入・支出，貯蓄・負債などを毎月調査[30]。
- 総務省『就業構造基本調査』…統計法に基づく基幹統計『就業構造基本統計』を作成するための統計調査、国民の就業及び不就業の状態を調査し、全国及び地域別の就業構造に関する基礎資料を得る目的で行われる[31]。
- 厚生労働省『毎月勤労統計調査』…給与額、労働時間、出勤日数、労働者数等に関する統計、速報的な内容。常用従業員5人以上の事業所を対象とする毎月調査（全国調査、地方調査）と、4人以下の事業所を対象とする年一回（7月分）の特別調査[32]。
- 厚生労働省『賃金構造基本統計調査（賃金センサス）』…職種別産業別、事業所規模別等の賃金、最も大規模で代表的な指標と言われている
  - これらは、統計法に基づいて行われる基幹統計調査であるため、調査対象となった事業所には報告義務があり、違反者には罰則がある。個人情報の保護を理由とした回答拒否も認められていない[33][34][35]。
- 厚生労働省『国民生活基礎調査』…世帯の所得などについて[36]。
- 厚生労働省『賃金引上げ等の実態に関する調査』…賃上げの水準について[37]。
- 厚生労働省 社会保障審議会年金数理部会『公的年金財政状況報告』…標準報酬月額の計算基礎[38]。
- 全国健康保険協会『事業年報』…標準報酬月額別被保険者数 及び 年間標準賞与額別被保険者数[39]。
- 国税庁『民間給与実態統計調査』…個人への調査が対象[40]。
- 厚生労働省中央労働委員会『賃金事情等総合調査』…中央労働委員会が取り扱う労働争議調整事件（当事者は、概ね大企業の労使）を早期に解決するために情報収集を行うことを目的として、原則として労働者数1,000人以上で、当委員会が独自に選定した大企業を対象に実施[41]。
- 人事院『職種別民間給与実態調査』…人事院勧告の基礎資料[42]。
- 人事院『国家公務員給与等実態調査』…国家公務員の給与について[43]。
- 産労総合研究所『モデル賃金・モデル年間賃調査』…春季賃金交渉後の賃金実態を把握、来期の賃金交渉のための基礎資料、賃金カーブの分析など[44]。
- 労働政策研究・研修機構『ユースフル労働統計』…労働統計加工指標集、複数の労働統計を組み合わせて新しい統計指標にした、雇用・賃金等労働市場の動向を見るための資料集[45][46]。
- 東京都『中小企業の賃金・退職金事情』…都内中小企業の賃金等の実態についての調査。初任給、平均賃金、実在者賃金、モデル賃金については毎年。労働時間、休日・休暇等については隔年で調査[47]。
- デューダ『平均年収ランキング』…DODAエージェントサービスに登録した人のデータを元に、正社員として就業している20～59歳までのビジネスパーソンの平均年収と生涯賃金を、職種、業種、年齢、都道府県、性別ごとにまとめたもの[48]。
- Wealth-X『The World Ultra Wealth Report』(en:Ultra high-net-worth individual)…世界の富裕層についてのレポート[49]。

#### 給与所得者の給与階級別分布（1年を通じて勤務した給与所得者）
国税庁から2020年11月20日に発表された『民間給与実態統計調査』2019年分、統計表>全国計表>第3表・給与階級別の総括表>その1　1年を通じて勤務した給与所得者によると。
1年を通じて勤務した給与所得者552,550,597人、平均年齢約46.7歳、平均勤続年数約12.4年について。給与階級別分布をみると、400万円以下の者が平均年齢約42.7歳、平均勤続年数約9.5年で8,907,213人（構成比約16.9%）で最頻値、中央値を含む。次いで300万円以下の者が平均年齢約47.1歳、平均勤続年数約9.9年で7,837,719人（同約14.9%）、次いで500万円以下の者が平均年齢約42.6歳、平均勤続年数約11.5年で7,651,952人（同約14.9%）、次いで200万円以下の者が平均年齢約52.4歳、平均勤続年数約10.2年で7,432,115人（同約14.1%）、次いで600万円以下の者が平均年齢約44.3歳、平均勤続年数約14.4年で5,328,039人（同約10.1%）、次いで100万円以下の者が平均年齢約50.1歳、平均勤続年数約8.0年で4,567,632人（同約8.7%）となっている。
男性では1年を通じて勤務した給与所得者30,322,855人、平均年齢約46.7歳、平均勤続年数約13.9年について。500万円以下の者が平均年齢約42.8歳、平均勤続年数約11.6年で5,138,662人（同約16.9%）で最頻値、中央値を含む。次いで400万円以下の者が平均年齢約43.7歳、平均勤続年数約9.9年で5,016,891人（構成比約16.5%）、次いで600万円以下の者が平均年齢約44.2歳、平均勤続年数約14.4年で4,096,177人（同約13.5%）、次いで300万円以下の者が平均年齢約49.5歳、平均勤続年数約11.9年で3,314,288人（同約10.9%）、次いで700万円以下の者が平均年齢約45.6歳、平均勤続年数約16.9年で2,736,332人（同約9.0%）、次いで200万円以下の者が平均年齢約55.3歳、平均勤続年数約10.9年で2,173,859人（同約7.1%）、となっている。
女性では1年を通じて勤務した給与所得者22,228,102人、平均年齢約46.7歳、平均勤続年数約10.3年について。200万円以下の者が平均年齢約51.2歳、平均勤続年数約9.9年で5,258,256人（構成比約23.7%）で最頻値。次いで300万円以下の者が平均年齢約45.3歳、平均勤続年数約9.1年で4,523,431人（同約20.4%）で中央値を含む、次いで400万円以下の者が平均年齢約41.6歳、平均勤続年数約9.0年で3,890,322人（同約17.5%）、次いで100万円以下の者が平均年齢約50.7歳、平均勤続年数約8.1年で3,415,618人（同約15.4%）、次いで500万円以下の者が平均年齢約42.2歳、平均勤続年数約11.2年で2,333,300人（同約10.5）、次いで600万円以下の者が平均年齢約44.8歳、平均勤続年数約14.3年で1,231,862人（同約5.5%）となっている。

#### 給与所得者の給与階級別分布（1年未満勤続者）
国税庁から2020年11月20日に発表された『民間給与実態統計調査』2019年分、統計表>全国計表>第3表・給与階級別の総括表>その2　1年未満勤続者によると。
1年未満勤続者7,379,109人、平均年齢約40.0歳について、給与階級別分布をみると、100万円以下の者が平均年齢約41.6歳で5,059,014人（構成比約68.6％）で最頻値、中央値も含む。次いで200万円以下の者が平均年齢約37.3歳で844,597人（同約11.4％）、次いで300万円以下の者が平均年齢約32.9歳で820,064人（同11.1％）、次いで400万円以下の者が平均年齢約34.2歳で361,075人（同約4.9％）、次いで500万円以下の者が平均年齢約40.7歳で131,302人（同1.8％）、次いで600万円以下の者が平均年齢約42.8歳で57,418人（同0.8％）となっている。
男性では1年未満勤続者3,192,871人、平均年齢約39.9歳、100万円以下の者が平均年齢約41.5歳で1,922,219人（同約60.2％）で最頻値、中央値も含む。次いで300万円以下の者が平均年齢約33.2歳で427,176人（同約13.3％）、次いで200万円以下の者が平均年齢約38.2歳で約365,142人（同約11.4％）、次いで400万円以下の者が平均年齢約37.4歳で239,517人（同約7.5％）、次いで500万円以下の者が平均年齢約41.0歳で99,424人（同約3.1％）、次いで600万円以下の者が平均年齢約44.0歳で46,195人（同約1.4％）となっている。
女性では1年未満勤続者4,186,238人、平均年齢約40.1歳、100万円以下の者が平均年齢約41.7歳で3,136,795人（同約74.9％）で最頻値、中央値も含む。次いで200万円以下の者が平均年齢約36.6歳で479,455人（同約11.5％）、次いで300万円以下の者が平均年齢約32.6歳で約392,888人（同約9.4％）、次いで400万円以下の者が平均年齢約36.7歳で121,558人（同約2.9％）、次いで500万円以下の者が平均年齢約39.8歳で31,878人（同約0.8％）、次いで600万円以下の者が平均年齢約37.9歳で11,223人（同約0.2％）となっている。

#### 各種世帯の所得分布状況
厚生労働省から2020年7月17日に発表された『国民生活基礎調査』2019年調査（2018年1月1日から12月31日までの1年間の所得）、Ⅱ 各種世帯の所得等の状況>２ 所得の分布状況 よると。
所得金額階級別世帯数の相対度数分布をみると、「200～300万円未満」が13.6%で最頻値、「300～400万円未満」が12.8%、、「100～200万円未満」が12.6%、「400～500万円未満」が10.5%で中央値を含むと多くなっている。「500～600万円未満」が8.7%で平均値を含む、「600～700万円未満」が8.1%、「100万円未満」が6.4%、700～800万円未満」が6.2%、「800～900万円未満」が4.9%、「900～1000万円未満」が4.0%、「1000～1100万円未満」が3.1%、「1100～1200万円未満」が1.9%、「1200～1300万円未満」が1.7%、「1300～1400万円未満」が1.2%、「1400～1500万円未満」が0.9%、「1500～1600万円未満」が0.7%、「1600～1700万円未満」が0.5%、「1700～1800万円未満」が0.4%、「1800～1900万円未満」が0.3%、「1900～2000万円未満」が0.2%、「2000万円以上」が1.2%となっている。
中央値（所得を低いものから高いものへと順に並べて2等分する境界値）は437万円であり、平均所得金額（552万3千円）以下の割合は61.1％となっている。（図9）
※図９ 所得金額階級別世帯数の相対度数分布
各種世帯の所得金額別世帯数の累積相対度数分布の掲載はされていない。

#### 都道府県別の賃金
厚生労働省から2020年3月31日に発表された『賃金構造基本統計調査』2019年分（2019年6月分の賃金等(賞与、期末手当等特別給与額については2018年1年間)について、2019年7月に調査）、(8) 都道府県別にみた賃金　によると。
都道府県別の賃金の水準をみると、全国計（307.7千円）よりも賃金が高かったのは4都府県（東京都、神奈川県、愛知県、大阪府）となり、最も高かったのは東京都（379.0千円）、最も低かったのは青森県（239.0千円）となっている。

## アメリカ合衆国

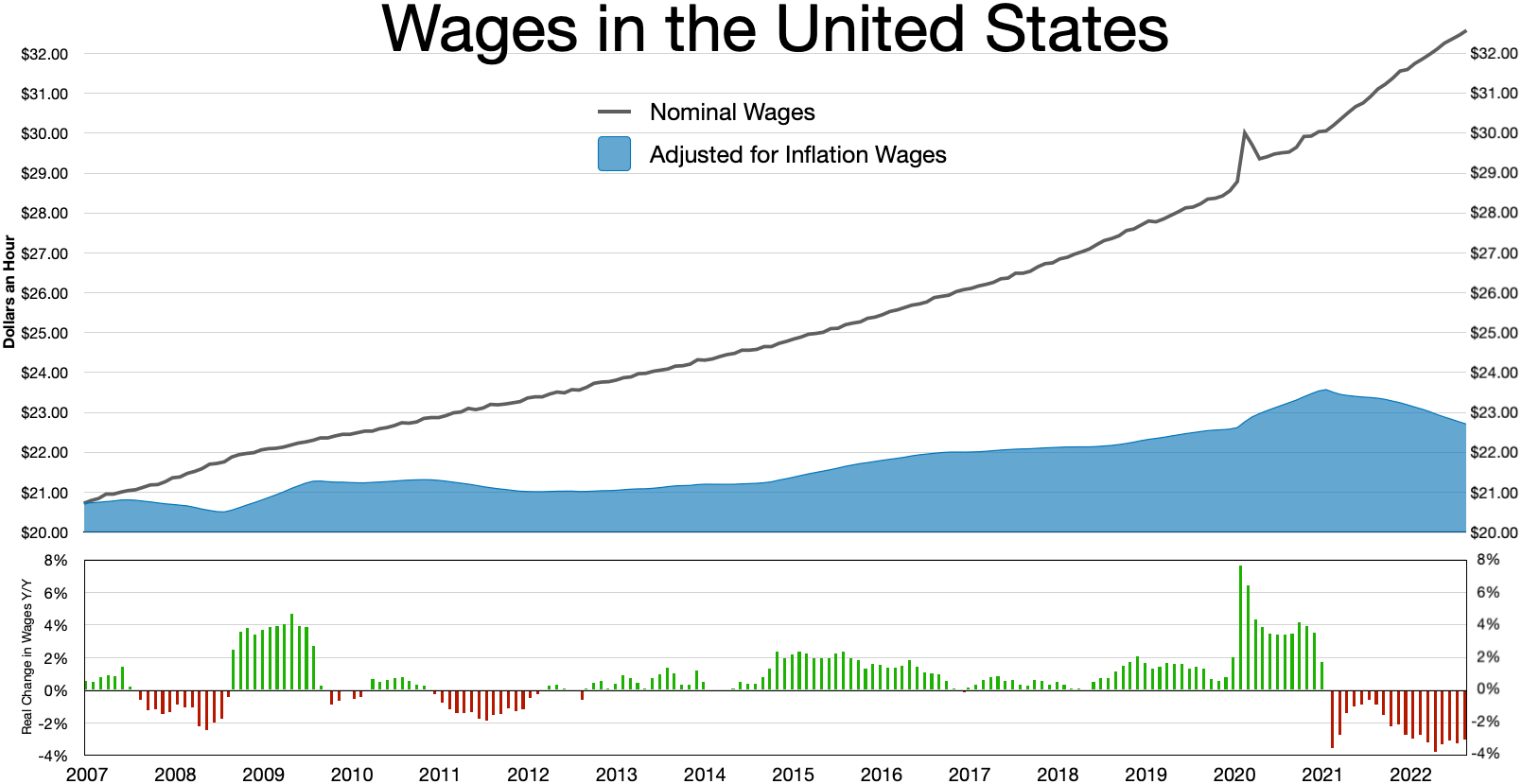
米国の賃金
名目賃金
インフレ調整後賃金

賃金、給与のことを一般的に「ペイ（pay）」と呼ぶ。給与計算業務及びその部署を「ペイロール（payroll）」と呼ぶのは、歴史的に賃金支払い台帳が巻物（roll）であったことから。

### 支払時期
法定時期（ペイデイ、payday）はエグゼンプト（裁量労働制を含むホワイトカラー）の労働者は月1回以上、ノンエグゼンプト（ブルーカラー）は月2回以上であり、政府職員や公立学校教師などの月1回、日雇いに近い工事労務者などの週1回もあるが、主流はエグゼンプト、ノンエグゼンプトを問わず隔週（年間26回）、次いで月2回（年間24回）が圧倒的に多い。月2回の場合は毎月15日と月末日、隔週の場合は金曜日（まれに木曜日）が支払日で、当日が会社および金融機関の休業日の場合は、その日より後にならない営業日となる。隔週払いは、労働者にとって支払頻度が若干高く、月給制の場合大小の月の不公平感がないことなどのメリットがあるが、光熱費や家賃などの月極め支払日との関係が不定になるデメリットもある。
給与計算の「締日」は、
- 前回の給与支払日
- 支払日の1週間（5日、3日、…）前
- 支払日まで所定就業時間皆勤と仮定して支払い、実績との差は次回支払で精算

など、会社によってまちまちである。

### 支払方法
安全上の理由もあり、伝統的に会社振出の小切手（給与小切手、ペイチェック、paycheck）で行われ、現金支払いは日雇いのアルバイトでもない限りあり得ない。小切手を入れた封筒が手渡されるかまたは自宅に郵送される。支払実務を専門会社に委託（後述）している場合は、給与明細（ペイスタブ、paystub）と一緒に一枚の紙に印刷された小切手を、ミシン目で切り離す形式がほとんど。
給与小切手を現金化するには、労働者が自分の預金口座を持つ銀行に取り立てを依頼しなければならない。このため、小切手を受け取ってから銀行に持参するまでの間の紛失の危険や時間的遅れが生じるだけでなく、銀行や預金者の信用状況によっては小切手の額面のうち最初の数百ドルしか現金として引き出せず、残りは数日待たなければならないなどの不都合もある。また銀行口座を持っていない労働者は、街の金融屋に手数料を払って代わりに取立てにまわしてもらう（その場で手数料を差し引いた現金が渡される）が、そのような業者は本質的に高利貸し業者である。
近年は、給与支払業務の効率化のために日本と同じような直接銀行振込みが増えてきており、銀行側もこの資金を狙って、通常月5～10ドル徴収する口座維持手数料を、給与振込み契約をすれば口座残高の多寡に関わらず免除するなどして囲い込みを図っている。銀行振込みになっても、給与明細書は従前のとおり（小切手の部分に「NON-NEGOTIABLE」（支払不可）と印刷されたもの）が渡されていたが、最近は給与明細をウェブで閲覧させ、完全ペーパーレス化を成し遂げているところが多い。

### 源泉徴収
給与総支払額から、連邦・州所得税や社会保障税などの法定のものや、401(k)拠出金や健康保険料などの福利厚生費が差し引かれるのは日本と同じだが、アメリカでは年末調整はなく、各個人が翌年の4月15日（当日が土曜日または日曜日の場合はその後の一番早い月曜日）までに確定申告をしなければならない。給与支払者（会社）の義務は、労働者が提出するW-4という内国歳入庁の書式に記載された扶養人数などの数字を基に税金を源泉徴収し内国歳入庁と州の徴税機関に納付することと、翌年の1月末までにW-2という書式の源泉徴収証明書（労働者が確定申告書に添付）を発行することだけである。

### 給与事務の外部委託
従業員10人程度の零細事業所から10万人以上の超大企業までのほとんどは、効率化のために給与事務をADPなどの専門会社に外部委託している。社内のペイロールの仕事は従業員から提出される紙の書類の処理（給与計算会社のコンピュータへの入力）や個別相談に限られ、給与計算会社は給与小切手の発行や振込みの実施から源泉徴収証明書の発行まで一切の実務を代行する。近年は、給与支払いだけでなく、ウェブサイトで従業員が直接W-4を入力できたり出欠勤や休暇の申請までできるなど、労務管理の代行まで行うことが増えている。
通常、労働者は、新規雇用開始時や家族構成に変化のあったとき（結婚、出産、養子、死亡など）、および年一度の「オープンエンロール」時（通常年末）にだけ健康保険（種類、カバーする家族の範囲）などの福利厚生の申告・変更が認められるが、近年はこれも労働者が専門代行会社のウェブから直接入力できるようにすることが一般的になってきている。